# Duchess of Idaho
Duchess of Idaho (prt: A Duquesa Apaixonada; bra: Meu Coração Tem Dono) é um filme estadunidense de 1950, do gênero comédia musical, dirigido por Robert Z. Leonard.

## Elenco
- Esther Williams ...  Christine Riverton Duncan
- Van Johnson ...  Dick Layne
- John Lund ...  Douglas J. Morrison Jr.
- Paula Raymond ...  Ellen Hallit
- Eleanor Powell